# Матышево
Матышево — село в Руднянском районе Волгоградской области. Административный центр Матышевского сельского поселения.
Расположено в пойме реки Терсы.
| Населенный пункт | Расстояние |
| ---------------- | ---------- |
| Рудня            | 35 км      |
| Камышин          | 150 км     |

## История
По преданию село Матышево было основано в 60-х годах XVII века предводителем беглых крестьян Матышем. Изначально первые дома появлялись на возвышениях вокруг озера Чепырихи. В начале XIX века, а затем в 1885 году, в деревне произошли два больших пожара, почти полностью уничтожившие деревянные дома.
Согласно Списку населённых мест Аткарского уезда 1914 года (по сведениям за 1911 год) Матышево являлось волостным селом Матышевской волости. Село населяли бывшие государственные крестьяне и великороссы, составлявшие два сельских общества. Первое насчитывало 5273 жителя, второе - 2238 человек. В селе имелись 2 церкви, 1 церковная школа, ветеринарный пункт, приёмный покой, базар, регулярно проводилась ярмарка.
В 1928 году Матышевский сельсовет включён в состав Руднянского района Камышинского округа (упразднён в 1930 году) Нижне-Волжского края (с 1935 года Сталинградского края)..

## Население
| 1859 | 1897 | 1911 | 2002 |
| ---- | ---- | ---- | ---- |
| 4355 | 6275 | 8031 | 1616 |

| 2010 |
| ---- |
| 1523 |

## Транспорт
В 4 км к северу от села, в пристанционном посёлке Матышево, расположена железнодорожная станция Матышево, которая относится к Ртищевскому отделению Юго-Восточной железной дороги. Через станцию проходят поезда дальнего следования прямого и обратного направления «Москва — Камышин».
По территории административного центра Матышево проходят автомобильные дороги регионального или межмуниципального значения.
Движение пассажирского транспорта до остановки Матышево осуществляется по следующим направлениям:
- Маршрут №101 «Рудня — Большое Судачье»[8];
- Маршрут №844 «Волгоград — Рудня»[9];
- Маршрут №753 "«Елань — Камышин»[10].

## Культура
В Доме культуры Матышево занимаются 11 творческих коллективов, в том числе ансамбль танца «Каскад».

## Известные жители и уроженцы
- Климашкин, Алексей Федотович (1925—1944) — Герой Советского Союза.
- Мусланов, Григорий Фёдорович (1914—1998) — Герой Советского Союза.
- Ползунов, Василий Степанович (1919—1991) — Герой Социалистического Труда.